# Unni Lindell
Unni Maria Lindell (Oslo, 1957. április 3. –) norvég író, újságíró, műfordító. Legnagyobb sikereit a krimiirodalomban érte el, a skandináv krimi áramlatának jeles norvég képviselője. Emellett a gyermek- és ifjúsági irodalom terén is alkot.

## Életpályája
Munkáscsaládból származott, egyik felmenője Svédországban volt vendégmunkás és ott a Munkáspárt tisztségviselője, majd 1913-ban a kommunista párt tagja lett.
Első kötetét Den grønne dagen (A szürke nap) címmel publikálta 1986-ban. Könyveinek legismertebb figurája Cato Isaksen nyomozó.
Lindell több jelentős irodalmi díjat nyert el, köztük 1994-ben a norvég irodalmi kritikusok díját az év legjobb ifjúsági irodalmi alkotásáért. 1999-ben elnyerte a legjobb norvég krimiért évente adományozott Riverton díjat (Rivertonprisen).
2013-ig több mint 73 kötete jelent meg, közülük mintegy tucatnyi Cato Isaksen nyomozó alakjával a középpontban. Alkotásait eddig több mint 20 nyelvre fordították le. Hat művét tv-filmként, sorozatként is feldolgozták. A skandináv krimi többi alkotójához hasonlóan műveiben az izgalmas detektívtörténetek révén mai társadalmi problémákkal is foglalkozik.

## Magyarul
- Rém Rozi és az éjjeli tanoda. Az első igazság; ill. Fredrik Skavlan, ford. A. Dobos Éva; Madách-Posonium, Pozsony, 2010
- Rém Rozi és a hetedik csillag. A második igazság; ill. Fredrik Skavlan, ford. A. Dobos Éva; Madách-Posonium, Pozsony, 2011
- Rém Rozi és a téli cirkusz. A harmadik igazság; ill. Fredrik Skavlan, ford. A. Dobos Éva; Madách-Posonium, Pozsony, 2011

## Fordítás
- Ez a szócikk részben vagy egészben a Unni Lindell című norvég Wikipédia-szócikk ezen változatának fordításán alapul.  Az eredeti cikk szerkesztőit annak laptörténete sorolja fel. Ez a jelzés csupán a megfogalmazás eredetét és a szerzői jogokat jelzi, nem szolgál a cikkben szereplő információk forrásmegjelöléseként.